# Aenona
Aenona je antičko naselje na mjestu današnjega Nina.
Nekropole liburnske kulture iz željeznoga doba s bogatim grobnim prilozima (fibule, nakit, oružje, keramika). Za vladavine Rimljana (municipij Aenona) bio je urbaniziran, s oktogonalnim rasporedom ulične mreže i forumom; iz rimskoga doba sačuvani su ostatci foruma i Dijanina hrama (druga polovica I. st.) te kipovi careva iz roda Julijevaca i Klaudijevaca. Istražena rimska nekropola sadržavala je nalaze iz I. i II. st. Iz ranokršćanskoga su doba ostatci bazilike sv. Marije.